# Calymmochilus bini
Calymmochilus bini (лат.) — вид мелких паразитических наездников-эвпельмид (Eupelmidae) рода Calymmochilus.

## Распространение
Европа: Италия.

## Описание
Мелкие наездники (около 2 мм). Макроптерные формы. Мезосома и голова однотонные, темно-коричневые с уменьшенным металлическим блеском; брюшко светлое (с преимущественно белым или гиалиновым Gt1 и преимущественно жёлтым Gt7) с коричневой полосой, идущей латерально от церкуса к верхушке, в остальном варьирующе-коричневым цветом и от Gt2 до Gt5 с более тёмным ободком вдоль дистального края, что приводит к полосчатому узору. Ноги почти равномерно жёлтые или желто-коричневые, тазики немного темнее; скапус желто-коричневый. Голова выпуклая, с нижней параскробальной областью, плавно переходящей в щеку. Наличник выпуклый, зазубренный на вершине. Скробальное вдавление глубокое, с покатыми, некилевидными сторонами, гладкое и блестящее. Лобно-верхняя часть между глазковым треугольником и скробальным вдавлением сетчатая. Мезоскутум практически до заднего края сетчатый. Мезоскутеллум и подмышечные впадины дифференцированы и отчетливы, щиток слегка выпуклый. Клипеус снизу выступающий в виде треугольной лопасти, с пильчатым краем. Скутум длинный и узкий, скутеллюм продольно вогнутый. Вид был впервые описан в 2018 году из Южной Европы.